# Desa Cibodas (administrativ by i Indonesien, Jawa Barat, lat -7,01, long 107,76)
Desa Cibodas är en administrativ by i Indonesien.   Den ligger i provinsen Jawa Barat, i den västra delen av landet, 130 km sydost om huvudstaden Jakarta.